# Il corpo umano vol. 1
| Recensione | Giudizio |
| ---------- | -------- |
| Newsic     | 8/10     |
| Rockol     | 7/10     |

Il corpo umano vol. 1 è il sedicesimo album in studio del cantautore italiano Jovanotti, pubblicato il 31 gennaio 2025 dalla Island.

## Antefatti e descrizione
Successivamente alla pubblicazione dell'album Il disco del Sole nel 2022, Jovanotti ha preso una pausa discografica, apparendo unicamente in collaborazione con Elisa in Palla al centro nell'album Ritorno al futuro/Back to the Future e assieme alla cantante e ai  Negramaro in Diamanti nell'album Free Love. Dal 2023 collabora con Gianni Morandi nel singolo Evviva! ed è autore del brano L'attrazione. Il 22 novembre 2024 annuncia la pubblicazione di un nuovo progetto discografico con il singolo Montecristo.

Il progetto si compone di quindici tracce, scritte dallo stesso Jovanotti con la produzione di Michele Canova Iorfida, Dardust e Federico Nardelli. Riguardo al titolo dell'album l'artista ha raccontato:

## Copertina
La copertina dell'album è ispirata al gioco da tavolo L'allegro chirurgo con Jovanotti nelle vesti del paziente del gioco.

## Progetto visuale
La pubblicazione dell'album è stata accompagnato da un progetto visuale interamente registrato presso la Galleria Borghese di Roma, in cui tredici tracce del brano sono associate a una stanza del museo e a delle opere d'arte, tra cui Paolina Borghese di Antonio Canova e il David di Gian Lorenzo Bernini. Jovanotti ha spiegato la scelta di realizzare tale progetto e la decisione del luogo in cui ambientarlo:

## Tracce
Testi di Lorenzo Cherubini.
1. Montecristo – 3:56 (musica: Lorenzo Cherubini, Dario Faini)
2. Fuorionda – 3:50 (musica: Lorenzo Cherubini, Dario Faini)
3. Un mondo a parte – 4:00 (musica: Lorenzo Cherubini, Dario Faini)
4. Senza se e senza ma – 3:51 (musica: Lorenzo Cherubini, Federico Nardelli)
5. La mia gente – 2:59 (musica: Lorenzo Cherubini, Michele Canova Iorfida)
6. Le foglie di te – 3:18 (musica: Lorenzo Cherubini, Dario Faini)
7. Grande da far paura – 4:52 (musica: Lorenzo Cherubini, Michele Canova Iorfida, Davide Rossi)
8. Innamorati e liberi – 3:43 (musica: Lorenzo Cherubini)
9. 101 – 3:00 (musica: Lorenzo Cherubini, Federico Nardelli)
10. Universo – 3:24 (musica: Lorenzo Cherubini, Dario Faini)
11. Lo scimpanzé – 3:22 (musica: Lorenzo Cherubini, Michele Canova Iorfida)
12. L'aeroplano – 4:07 (musica: Lorenzo Cherubini)
13. La grande emozione – 4:39 (musica: Lorenzo Cherubini, Dario Faini)
14. Celentano – 4:15 (musica: Lorenzo Cherubini, Michele Canova Iorfida)
15. Il corpo umano – 3:42 (musica: Lorenzo Cherubini, Dario Faini)

Traccia bonus nella riedizione streaming
1. Occhi a cuore – 3:28 (testo: Lorenzo Cherubini – musica: Lorenzo Cherubini, Dario Faini, Vanni Casagrande)

## Formazione
- Lorenzo "Jova" Cherubini – voce, cori, chitarra elettrica, chitarra acustica, chitarra classica, oud, bouzouki
- Saturnino – basso, batteria
- Dario Giovannini – chitarra elettrica, chitarra acustica, chitarra classica, chitarra slide, bouzouki, liuto, oud, pianoforte, santur, saz, clavi
- Chris Lavoro – chitarra elettrica, chitarra acustica, mandolino
- Enrico Wolfgang Leonardo Cavion – chitarra elettrica
- Lucio Enrico Fasino – basso
- Michele Canova Iorfida – sintetizzatori, sintetizzatori modulari, minimoog, programmazione
- Federico Nardelli – batteria, percussioni, basso, chitarra elettrica, chitarra acustica, oud, bouzouki, pianoforte, fisarmonica, sintetizzatori
- Dardust – pianoforte, sintetizzatori, programmazione
- Vanni Casagrande – sintetizzatori, programmazione
- Leonardo Di Angilla – percussioni, batteria, programmazione ritmica
- Andrea Biagini – flauto, zurna, mizmar
- Alberto Cipolla – partiture archi
- Alessio, Andrea, Elisa Cavalazzi – archi
- Davide Rossi – violino, viola, violoncello, arrangiamento archi in Grande da far paura
- Gianluca Petrella – trombone, scrittura e arrangiamento fiati
- Camilla Rolando – tromba
- Sophia Tomelleri – sassofono
- Lucrezia Savino – sassofono
- Micol Touadi – cori

## Successo commerciale
L'album ha esordito alla prima posizione della classifica FIMI album, divenendo il nono album in studio dell'artista a ottenere tale risultato, il primo da Oh, vita! del 2017.

## Classifiche
| Classifica (2025) | Posizione massima |
| ----------------- | ----------------- |
| Italia            | 1                 |
| Svizzera          | 8                 |